# Spiridione Gopcevich
Spiridione Gopcevich (Trieste, 1815 – Vienna, 1861) è stato un armatore e commerciante austriaco di origini serbe.

## Biografia

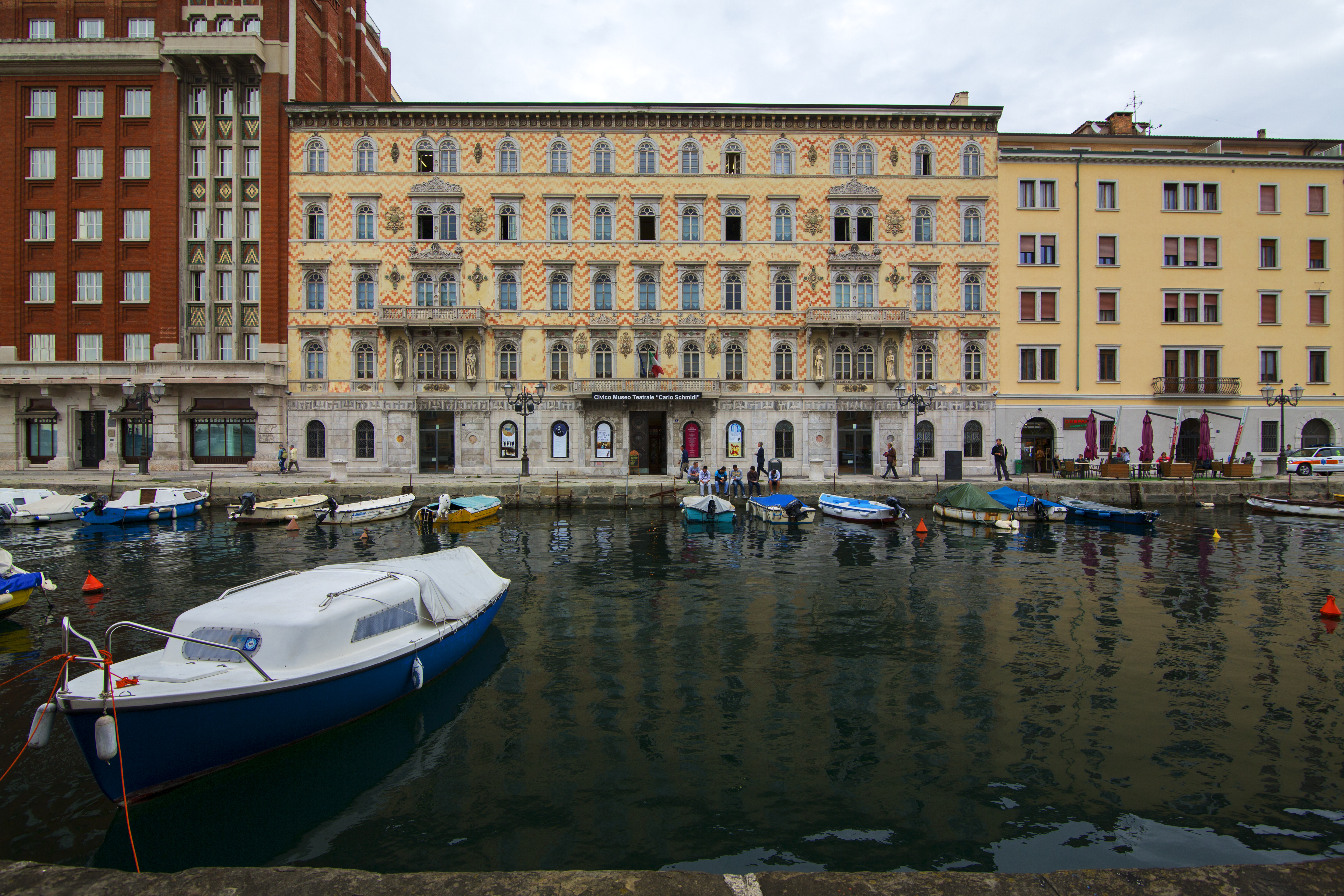
Palazzo Gopcevich. Edificio in stile eclettico progettato dall'architetto Giovanni Andrea Berlam su commissione di Spiridione Gopcevich, venne costruito nel 1850. Si affaccia sul Canal Grande di Trieste.

Suo padre, Cristoforo Gopcevich (Hristifor Gopčević / Христифор Гопчевић), nato nel 1765, era di  Castelnuovo (nell'odierno Montenegro); tutta la zona era stata annessa dall'Impero austriaco nel 1815, prendendola dal principato vescovile di Montenegro. La madre era Sofia Kvekich (Herceg Novi, 1792 - Trieste, 1854). L'anno precedente era nato suo fratello maggiore Giorgio.
Spiridione fu inviato a Vienna per essere istruito. Parlava fluentemente tredici lingue e diventò un grande armatore a Trieste. Le sue navi commerciavano sulle rotte del Mar Nero, e lui era in contatto con il primo ministro britannico Gladstone e con Giuseppe Garibaldi. Un tracollo economico rovinoso, seguito ad una imprudente speculazione durante la guerra di Crimea (1853-1856), lo spinse al suicidio nel 1861.
Suo figlio, Spiridon Gopčević (Trieste, 1855 - Vienna, 1936), è stato un giornalista politico e astronomo di fama mondiale.